# Vila Franca (Viana do Castelo)
Vila Franca is een plaats (freguesia) in de Portugese gemeente Viana do Castelo en telt 1824 inwoners (2001).

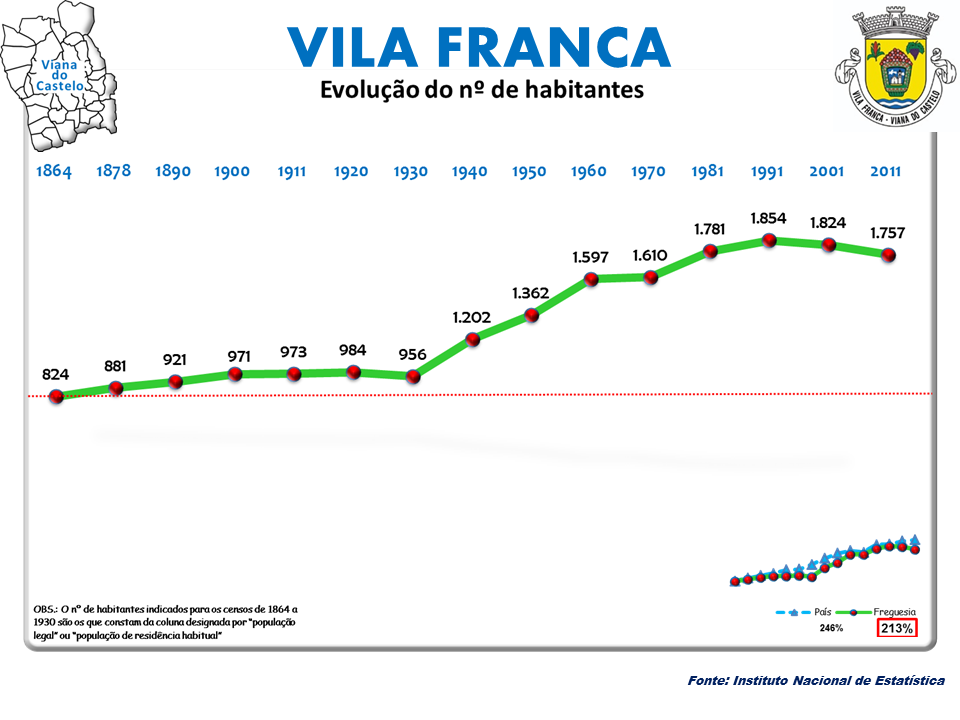
Bevolkingsontwikkeling tussen 1864 en 2011